# Civilian Conservation Corps

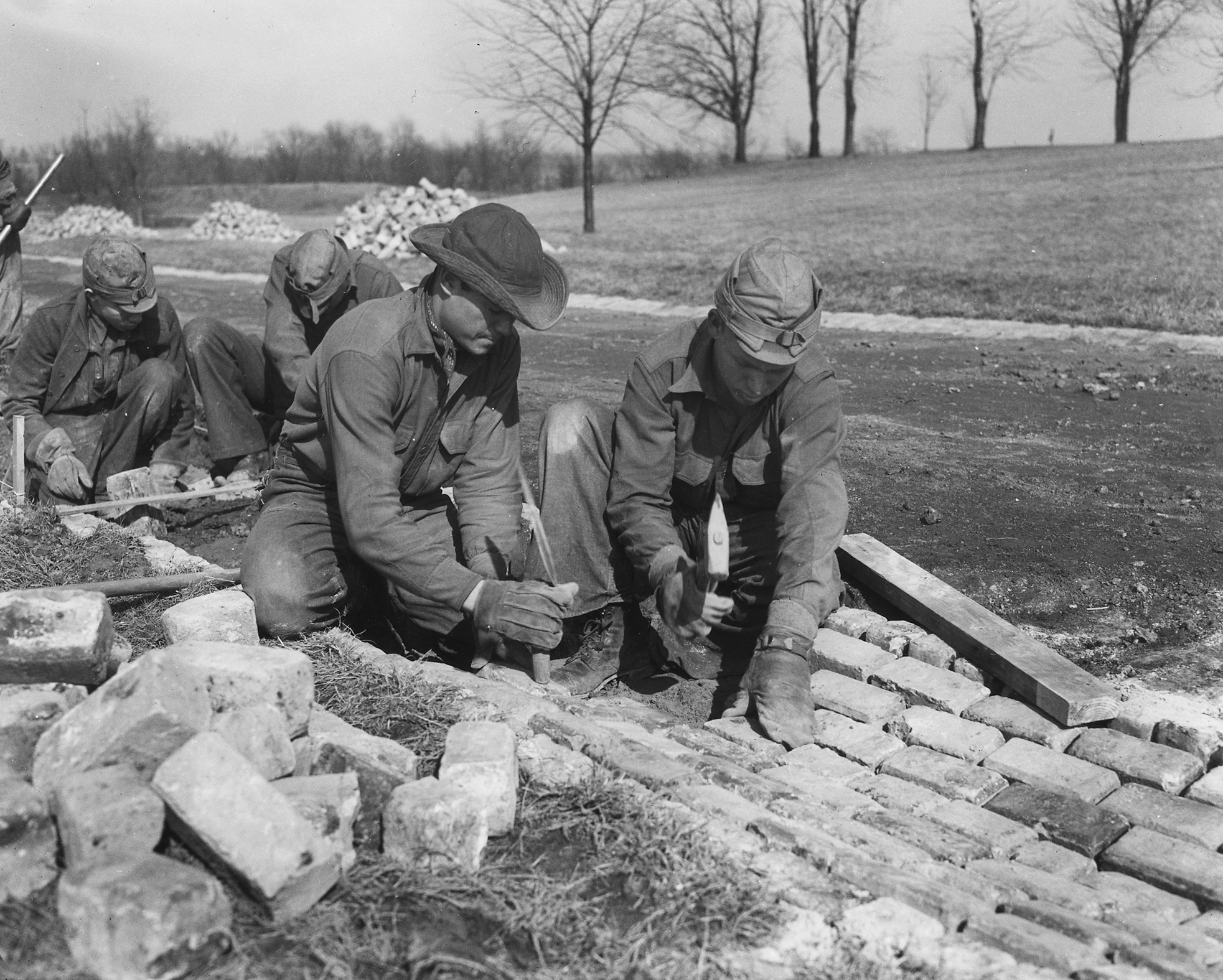
CCC-Teilnehmer beim Straßenbau

Das Civilian Conservation Corps (CCC) war eine von der Bundesregierung der Vereinigten Staaten organisierte Arbeitsbeschaffungsmaßnahme für junge Arbeitslose in den Jahren 1933 bis 1942. Das CCC war das umfangreichste Programm im Rahmen des New Deal, mit dem Präsident Franklin D. Roosevelt die Great Depression infolge der Weltwirtschaftskrise bekämpfte. Über einen Zeitraum von neun Jahren leisteten 3.463.766 freiwillige Teilnehmer unter Anleitung von Reserve-Offizieren der US Army Arbeiten an der öffentlichen Infrastruktur. Das Programm endete kurz nach dem Eintritt der Vereinigten Staaten in den Zweiten Weltkrieg. Als mit Einberufungen zur Armee und der Konzentration auf die Kriegswirtschaft kein Bedarf mehr bestand, stellte der Kongress für das Haushaltsjahr 1942/43 keine Mittel mehr zur Verfügung, einen formalen Beschluss zur Einstellung gab es nicht.
Die CCC-Arbeiter wurden für ein Jahr in work camps untergebracht, erhielten Verpflegung, Unterkunft sowie ein Gehalt von mindestens 30 US-Dollar im Monat, von denen 25 US-Dollar an die Familienangehörigen in der Heimat geschickt werden mussten. Jedes Camp war einer Bundesbehörde zugeordnet, die die Projekte koordinierte. Schwerpunkte lagen im Straßenbau, bei Flussbefestigungen, Aufforstung, der Anlage von Feuerbeobachtungstürmen in Waldgebieten und dem Kampf gegen Waldbrände, touristischen Infrastrukturmaßnahmen in Nationalparks, State Parks und anderen Schutzgebieten und Gedenkstätten, Bewässerungseinrichtungen für die Viehzucht und Trockenlegung von Feuchtgebieten für die Landwirtschaft.

## Geschichte und Organisation
Der Präsidentschaftswahlkampf 1932 stand unter dem Eindruck der Weltwirtschaftskrise, in den Vereinigten Staaten in Form der Great Depression, und der katastrophalen Dürre in der Dust Bowl des Mittleren Westens. Der Amtsinhaber, Republikaner Herbert Hoover, hatte seit Jahren immer wieder erklärt, das Schlimmste sei überstanden, die Nation auf dem Weg zum Aufschwung. Dagegen trat Roosevelt an, der Gouverneur von New York, dem bevölkerungsreichsten Bundesstaat, war. Er kündigte einen New Deal mit dem amerikanischen Volk und massive Investitionen in öffentliche Güter an. In New York organisierte er Arbeitscamps für Arbeitslose im kleinen Rahmen, wie es auch andere Bundesstaaten taten. Roosevelt gewann in 42 der damals 48 US-Bundesstaaten und übernahm das Amt des Präsidenten am 4. März 1933. Das Emergency Conservation Work-Gesetz wurde am 27. März vorgelegt, bis 31. März stimmten beide Häuser des Kongresses zu und am selben Tag wurde es von Roosevelt unterzeichnet, die ersten Teilnehmer schrieben sich am 7. April ein. Das Gesetz ermächtigte die Bundesregierung, bis zu 250.000 junge Arbeitslose aus den Großstädten in die von Bodenerosion am stärksten betroffenen Regionen zu entsenden, wo die Aufforstung und Anlage von Windschutzstreifen die erste Aufgabe des Civilian Conservation Corps wurde.
Die Logistik der Aufgabe konnte nur von der Armee bewältigt werden. Das Kriegsministerium berief ad hoc reguläre Offiziere und Reserveoffiziere zu Leitern der Camps, ließ zunächst Zeltstädte errichten, die später ausgebaut werden sollten, stellte Stützpunkte zur Verfügung und griff auf militärische Befugnisse zurück, um den Eisenbahntransport der Teilnehmer von den Bevölkerungszentren des Ostens und der Großen Seen in die landwirtschaftlichen Regionen von Oklahoma über Texas bis New Mexico zu organisieren. Das Arbeitsministerium stellte das Personal für die Aufnahme- und Auswahlstellen. Die Auswahl der Projekte und die fachliche Leitung übernahmen das Innenministerium und seine nachgeordneten Behörden National Park Service, General Land Office und Grazing Service und Bureau of Reclamation sowie das Landwirtschaftsministerium und der ihm unterstellte United States Forest Service, hinzu kamen weitere – im Laufe der Zeit insgesamt 25 – Bundesbehörden.
In den folgenden Jahren wurden die Lager durch lokale Bauunternehmen oder das United States Army Corps of Engineers zu Barackensiedlungen ausgebaut und das Programm auf die gesamten Vereinigten Staaten ausgedehnt. Wenn auch in sehr unterschiedlichem Umfang gab es Camps in allen 48 Bundesstaaten sowie den Territorien Alaska, Hawaii, Virgin Islands und Puerto Rico. Geleitet wurde das Emergency Conservation Work-Programm von Robert Fechner, einem Gewerkschafter. Dem Emergency Conservation Work Council als Beratungsgremium stand ein Vertreter des Arbeitsministeriums vor. Im Gremium waren alle beteiligten Bundesbehörden vertreten.

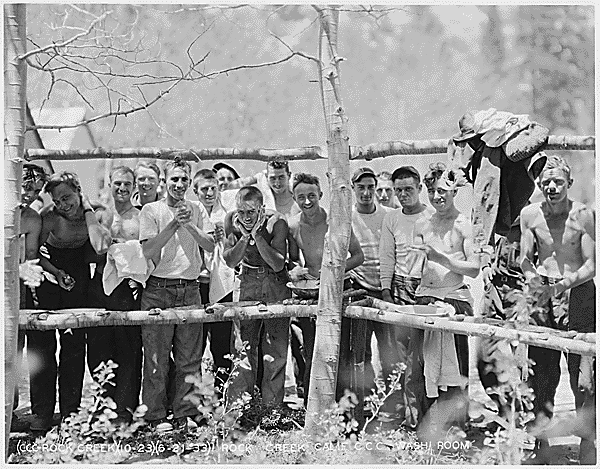
Teilnehmer in einem Camp in Kalifornien

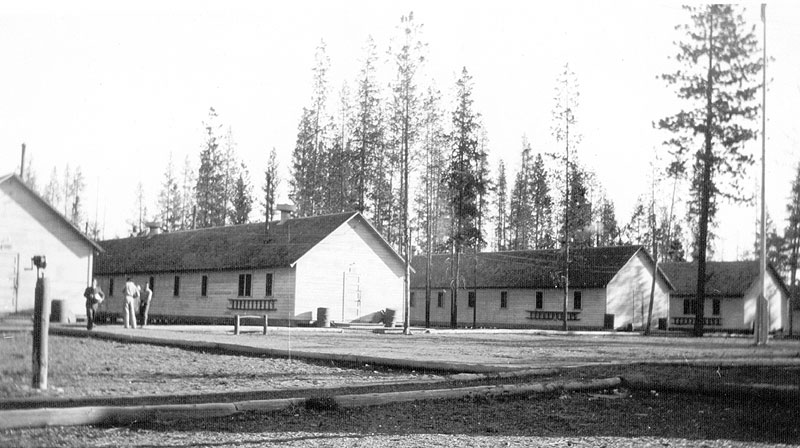
CCC Camp in Oregon

## Teilnehmer

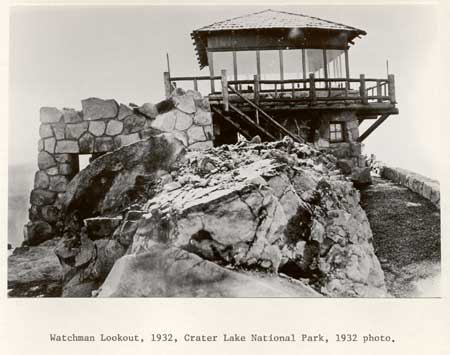
Waldbrand-Beobachtungsturm im Crater-Lake-Nationalpark, Oregon

Zu Anfang des Programms galten enge Bedingungen für die Teilnehmer, die später etwas gelockert wurden. Bewerber mussten männlich, zwischen 18 und 25 Jahren alt und ihre Familie – zumeist wegen Arbeitslosigkeit des Vaters – auf Sozialhilfe angewiesen sein. Deshalb wurden fast 80 Prozent des Lohnes nicht an den Teilnehmer, sondern seine Familie zu Hause ausgezahlt. Für Indianer wurden unter Verwaltung des Bureau of Indian Affairs eigene Camps eingerichtet, für die andere Altersgrenzen galten und die in den Reservaten selbst lagen, so dass ihre Arbeit den Völkern direkt zugutekam. Ebenfalls von der Altersbeschränkung ausgenommen waren arbeitslose Veteranen des Ersten Weltkriegs. Rund 250.000 Teilnehmer waren Afroamerikaner, sie wurden in rund 150 rein „schwarzen“ Camps nach Rasse getrennt eingesetzt. Wie für andere Bevölkerungsgruppen galt auch für Afroamerikaner im CCC eine Quote, die zehn Prozent entsprachen dem Bevölkerungsanteil, gelten heute aber als rassistische Diskriminierung, da Schwarze überproportional von der Wirtschaftskrise betroffen waren und einen höheren Anteil der Sozialhilfeempfänger ausmachten. Ein paralleles Programm für junge Frauen wurde 1937 eingerichtet, hatte aber bis 1942 nur knapp 9000 Teilnehmerinnen.
Viele Teilnehmer kamen in schlechtem medizinischem und allgemeinem Zustand in die Camps. In den ersten drei Monaten nahmen sie durchschnittlich durch gesicherte Ernährung und körperliche Arbeit um mehr als 5 Kilogramm zu. Ab Anfang 1934 zunächst inoffiziell, von 1937 an dann als Teil des Programms standen Bildungsmaßnahmen für die Teilnehmer neben der Arbeit: Die Bandbreite reichte von Kursen auf College- bis zu Grundschulniveau, so lernten über 40.000 Analphabeten in den Programmen Lesen und Schreiben. Kritik kam von den Gewerkschaften, die befürchteten, dass Arbeitsplätze ihrer Mitglieder durch die billigeren Arbeiter des CCC verdrängt würden. Sie setzten durch, dass CCC-Teilnehmer keine qualifizierten beruflichen Tätigkeiten erlernen und keine schweren Maschinen bedienen sollten. Dennoch gab es in vielen Camps auch praktische Kurse in Reparatur von Landmaschinen und Automobilen sowie vielen Tätigkeiten aus der Land- und Lebensmittelwirtschaft. In Zusammenarbeit mit der Works Progress Administration, einem anderen New Deal Projekt, unterrichteten arbeitslose Akademiker in einigen CCC Camps. Auf Druck der Gewerkschaften stellten viele Camps Einwohner der Region ein, um die Bedürfnisse vor Ort zu vermitteln und die Teilnehmer anzuleiten.

## Projekte
Das CCC-Programm begann mit Aufforstung und Bodenschutz in der Dust Bowl der südlichen Great Plains. Es folgten Arbeiten zur Verhütung von Waldbränden in den ganzen Vereinigten Staaten mit einem Schwerpunkt auf die Nationalforste im Westen. CCC Camps legten Forststraßen an, bauten Beobachtungstürme und bekämpfen selbst Feuer. In der Folge erweiterte das Programm die Arbeiten auf Straßenbau und das Verlegen von Telefonleitungen in ländlichen Regionen. Flussufer wurden befestigt, Feuchtgebiete trocken- und Bewässerungssysteme angelegt. CCC-Arbeiter erschlossen Nationalparks, National Monuments und State Parks für den in den 1920er Jahren aufgekommenen Tourismus. Darüber hinaus wurden sie tätig in der Restaurierung und Rekonstruktion von Baudenkmälern. Eine weitere Tätigkeit war der Aufbau von Fischzuchtanstalten in allen Teilen des Landes, in denen Nachwuchs zum Besatz mit durch Staudämme und andere Wasserbaumaßnahmen sich nicht mehr natürlich vermehrenden Fischarten gezüchtet wurde.
Im Laufe des Jahres 1940 und verstärkt 1941 begannen die Vereinigten Staaten in Reaktion auf den Zweiten Weltkrieg in Europa und Asien aufzurüsten, CCC-Camps wurden nun auch auf Militärstützpunkten eingerichtet, um Flugplätze und Übungsgelände anzulegen. Schon im Laufe des Jahres 1941 nahm die Nachfrage nach Plätzen im CCC massiv ab, 1942 nach dem Eintritt der USA in den Krieg und der Einberufung der jungen Männer zur Armee lief das Programm aus.

## Wirkung
Auf über 160.000 km² wurde die Bodenerosion gemindert, rund 200.000 km Straßen angelegt, 46.854 Brücken errichtet, knapp 145.000 km Telefonleitungen in ländlichen Regionen verlegt, über 3000 km² mit rund drei Milliarden Bäumen aufgeforstet, 3470 Beobachtungstürme für Waldbrände erbaut, acht Millionen Manntage für die Bekämpfung von Waldbränden aufgewendet. In rund 800 State Parks wurden Wanderwege, Picknick- und Campingplätze angelegt. Bei Naturkatastrophen wurden sofort neue Camps eingerichtet, die bei Notmaßnahmen und Wiederaufbau halfen: so bei Überflutungen 1937 in Vermont und New York sowie im Tal des Ohio River. Der Winter 1936/37 in Utah war ungewöhnlich hart und rund 100.000 frei grasende Schafe und damit die wirtschaftliche Grundlage vieler Rancher wurden von CCC-Teilnehmern aus Schneestürmen gerettet.
Von Anfang an wurden die Programme von einer überwältigenden Mehrheit der Bevölkerung unterstützt. Eine Befragung in Kalifornien ergab 97 Prozent Zustimmung, selbst unter Roosevelts politischen Gegnern der Republikanischen Partei gab es 67 Prozent Befürworter. Ein Richter des Jugendgerichts Boys’ Court in Chicago nannte das CCC-Programm als Grund für den Rückgang der Kriminalität um 50 Prozent. Roosevelt plante, im Laufe des Jahres 1936 das Programm zu reduzieren, um sich im Wahlkampf als sparsam im Umgang mit Steuermitteln zu verkaufen. Aus allen Bundesstaaten kam so viel Kritik, dass er gezwungen wurde, das CCC im vollen Umfang zu erhalten.
Pro Kopf und Jahr kostete das Programm etwa $1000 für Unterkunft, Verpflegung, Material, Organisation und Lohn. $300 davon gingen an die Angehörigen der Teilnehmer zu Hause, so dass die direkte ökonomische Wirkung sich auf ländliche und städtische Regionen verteilte. 
Roosevelt sah die Parallelen zum gleichzeitigen Reichsarbeitsdienst im nationalsozialistischen Deutschland und ließ sich von der Botschaft in Berlin über das Projekt informieren, um aus Erfahrungen zu lernen. Auf Kritiker, die das Programm als „faschistisch“ oder „sozialistisch“ bezeichneten, reagierten Roosevelt und Fechner, indem sie jegliche militärische Ausbildung ausschlossen und die Aufgaben der Armee auf organisatorische Funktionen reduzierten.

## Nachfolgeprojekte
Das CCC wurde aufgrund seiner Erfolge zum Vorbild für spätere Projekte, die einzelnen oder mehrere Aspekte des CCC aufgriffen.
1961 gründete Präsident John F. Kennedy das Peace Corps für das junge Erwachsene an Entwicklungshilfe-Projekten im Ausland arbeiten. Angehörige des Peace Corps haben oft bereits eine Ausbildung, die für ihren Einsatz erforderlich ist. Seit 1994 organisiert das AmeriCorps Einsätze von Freiwilligen in den USA, nachdem bereits seit 1965 die Vorgängerorganisation Volunteers in Service to America und seit 1992 das National Civilian Community Corps bestanden.
2023 stellte Präsident Joe Biden das American Climate Corps auf, das Jugendliche und junge Erwachsene für Klimaschutztätigkeiten bezahlt. Die meist keine Vorerfahrungen erfordernden Stellen sollen höhere Qualifikationen und den Berufseinstieg in entsprechenden Branchen ermöglichen. Zudem soll über das Programm der Zugang zum öffentlichen Dienst erleichtert werden.